# Pérdida de libros en la Antigüedad tardía
La pérdida de libros en la Antigüedad tardía (el período comprendido entre finales del siglo III y finales del VI) representa una pérdida irreparable para el patrimonio cultural de la Antigüedad clásica, el cual en su mayoría estaba plasmado en forma de libros antiguos. Debido a la pérdida de gran parte de la literatura griega y latina antiguas, el número de obras que han sobrevivido hasta nuestros días es extremadamente reducido. La mayoría de los textos que han sobrevivido, sin embargo, se han conservado en copias medievales; muy pocos textos originales de la Antigüedad han sobrevivido.

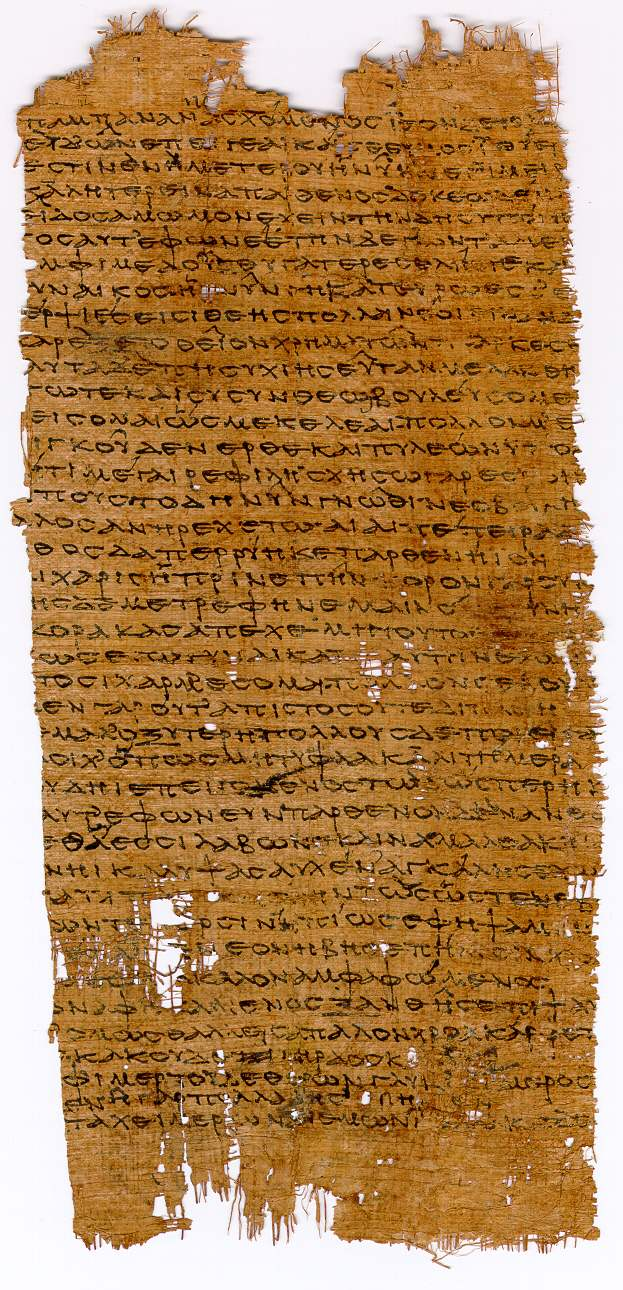
Papiro con inscripción, P. Colonia II 58 (/), con versos de Arquíloco en griego antiguo.

Las razones de esta pérdida masiva son diversas y debatidas. La llamada crisis imperial del siglo III supuso un punto de inflexión. Existen pruebas de la destrucción sistemática de escritos cristianos durante la persecución de los cristianos, así como de escritores paganos  en el curso de la cristianización del Imperio Romano. Es probable que otras causas se encuentren en el declive cultural y en los disturbios de la época de las migraciones, especialmente en Occidente, cuando muchas colecciones de libros fueron destruidas durante conflictos bélicos y con la desaparición de las élites culturales que eran los últimos portadores de esta cultura escrita. Los cambios en los soportes –como el paso del  papiro al pergamino y de los pergamino a los códices– así como el canon literario y el sistema educativo, también representaron barreras adicionales. La transmisión de las obras finalizaba si no se reescribían en el nuevo soporte.
Mientras que en el Imperio Bizantino la tradición literaria de la  Antigüedad se mantuvo hasta la caída de Constantinopla, en Occidente,  sólo una pequeña élite de personas ricas y cultas conservó el legado literario de al final de la Antigüedad en una reducida selección de obras. A este círculo pertenecía Casiodoro, de familia senatorial, que en el  siglo VI recopiló los restos de literatura que aún se conservaba y estableció la producción de libros monásticos en Vivarium,, sentando así las bases de la producción de libros en la Edad Media. Especialmente en los siglos VII y VIII, manuscritos de autores clásicos y algunos autores cristianos fueron borrados y reescritos.  De los escasos manuscritos latinos más antiguos que aún se conservan, la mayoría de los que contienen textos de autores clásicos solo se conservan como palimpsestos. Por lo tanto, el posterior Renacimiento carolingio, en el que la producción de manuscritos de textos clásicos volvió a florecer, tuvo una gran importancia para la transmisión. Las razones para la creación de palimpsestos fueron diversas, generalmente consideraciones prácticas como el coste del material, el cambio del tipo de escritura o un cambio en los gustos literarios, y posiblemente también motivos religiosos en el caso de textos clásicos y heréticos.
Las consecuencias de la pérdida de gran parte de la literatura antigua fueron significativas. Fue solo con la invención de la la imprenta en el siglo XV para que los textos antiguos volvieran a ser accesibles a un público más amplio. Muchos logros de la era moderna se inspiraron directa o indirectamente en estos escritos. Probablemente no fue hasta el siglo XIX cuando las bibliotecas modernas alcanzaron el número que tenían en la Antigüedad.

## Las colecciones de libros de la Antigüedad y su transmisión.
Antes del descubrimiento de los papiros a partir de 1900, la transmisión de la literatura griega anterior al siglo VI conocía alrededor de 2000 nombres de autores, pero solo se habían preservado al menos partes de las obras de 253 de ellos. En cuanto a la literatura romana, se conocían 772 nombres de autores, pero solo se habían conservado escritos de 144 de ellos. Esto llevó a la estimación común de que menos del 10 % de la literatura antigua ha llegado hasta nosotros. Los casi 3.000 nombres de autores representan un número ínsignificante. Estos nombres corresponden principalmente a autores clásicos utilizados en la educación, pero no abarcan la totalidad de los títulos antiguos, además de la sobrerrepresentación de muchos autores cristianos si comparamos su producción intelectual con el resto de la cultura de la Antigüedad.

Una estimación del número de títulos y libros en la Antigüedad solo se puede inferir de manera indirecta a través de la historia de las bibliotecas. La biblioteca más famosa de la Antigüedad, la Biblioteca de Alejandría, creció de 532.000 a 700.000 rollos entre el 235 a. C. y el 47 a. C. La mayoría en griego. Un rollo correspondía aproximadamente a un título. Por tanto, la producción de títulos en el mundo griego ascendía al menos a 1.100 títulos al año. Extrapolado al año 350, resultaría en una colección de aproximadamente un millón de títulos.
La estadística de las colecciones de bibliotecas, hasta donde se conoce o se ha estimado, muestra una brecha significativa en la historia de la transmisión de conocimientos, desde la Antigüedad hasta la época moderna. Según esta información, hasta el siglo XIX las bibliotecas europeas no volvieron a tener fondos comparables a los de las bibliotecas de la Antigüedad.
El volumen de la literatura en latín no puede determinarse con precisión, pero podría haber alcanzado una  magnitud comparable. Dado que las obras más triviales de las provincias probablemente no encontrasen su lugar en las grandes bibliotecas,el fondo total de títulos antiguos podría haber superado con fácilmente el millón. Bajo la estimación de una distribución promedio de 10 a 100 copias,esto se traduciría en una cantidad de rollos o libros  que podría llegar a varios millones. De estos millones de obras de la época anterior al 350, ni una sola se ha conservado en una biblioteca. Todas las obras de la época precristiana, es decir, antes del 350, probablemente sólo se transmitieron en ediciones cristianas, que se produjeron a partir de los siglos III y IV (especialmente en Occidente, sobre todo en el siglo IV).
La cantidad de textos antiguos transmitidos (sin contar los hallazgos) aún no se ha determinado con precisión. Se estima que la magnitud estaría alrededor de 3000, de los cuales aproximadamente 1000 están en latín. La mayoría de estos textos se han conservado solo en fragmentos. El volumen total de textos no cristianos conservados, al menos en latín, probablemente cabría en menos de 100 códices. Por lo tanto, la pérdida en la cantidad de títulos antiguos es significativa y podría estar en el orden de uno en mil. Según este cálculo, solo el 0,1 % o uno de cada 1000 títulos habría sobrevivido.. Esta cifra se obtiene comparando unas existencias totales estimadas en varios millones de títulos con los varios miles de títulos supervivientes, o al comparar la última biblioteca de la Antigüedad, la  Biblioteca Imperial de Constantinopla, incendiada hacia el 473 con 120.000 libros,  con la primera biblioteca medieval conocida de Occidente, la de Casiodoro, que tenía alrededor de 100 códices en el año 576.

## La pérdida de libros

### Colecciones antiguas
En la Antigüedad existían un gran número de bibliotecas. Se conocían bibliotecas públicas urbanas y bibliotecas privadas de entre 20.000 a 50.000 rollos de papiro o pergamino. Estas bibliotecas se localizaban tanto en Roma (con al menos 29 bibliotecas públicas en el año 350) como en las provincias del Imperio Romano. Durante la visita de César a Alejandría, es probable que no se quemase la gran Biblioteca de Alejandría en su totalidad, sino quizás únicamente un almacén en el puerto que contenía alrededor de 40.000 rollos. Estos rollo podrían haberse destinado a la exportación como parte de la producción anual. Es un hecho conocido que Alejandría siguió siendo un centro de estudio e investigación mucho después de este incidente. La biblioteca de Alejandría ya contaba con más de 490.000 rollos en la época helenística, mientras que la de Pérgamo tenía unos 200.000 rollos. Durante la época imperial romana, es probable que varias ciudades alcanzaran un nivel similar, ya que tener una biblioteca era considerado un símbolo de estatus y prestigio.
No se han conservado registros precisos sobre el tamaño de las grandes bibliotecas en Roma en la Antigüedad. Sin embargo, a través de evidencia arqueológica, se ha deducido que al menos la Biblioteca Palatina y la Biblioteca Ulpia podrían haber tenido espacio para albergar al menos 100,000 rollos de papiro o pergamino. Es probable que en estas bibliotecas solo se almacenaran los rollos más valiosos. Además la  biblioteca de Pérgamo también mantenía la mayoría de sus colecciones en depósito. Por el tamaño de los edificios que albergaban estas bibliotecas principales en Roma, así como las de Alejandría y Atenas, se estima que cada una de ellas podría haber tenido espacio para millones de rollos. Con esta distribución geográfica de la literatura antigua en varias bibliotecas importantes, la pérdida de una sola biblioteca no representaría un problema sustancial para la preservación y transmisión del conocimiento en la Antigüedad.

### Factores de la pérdida de libros

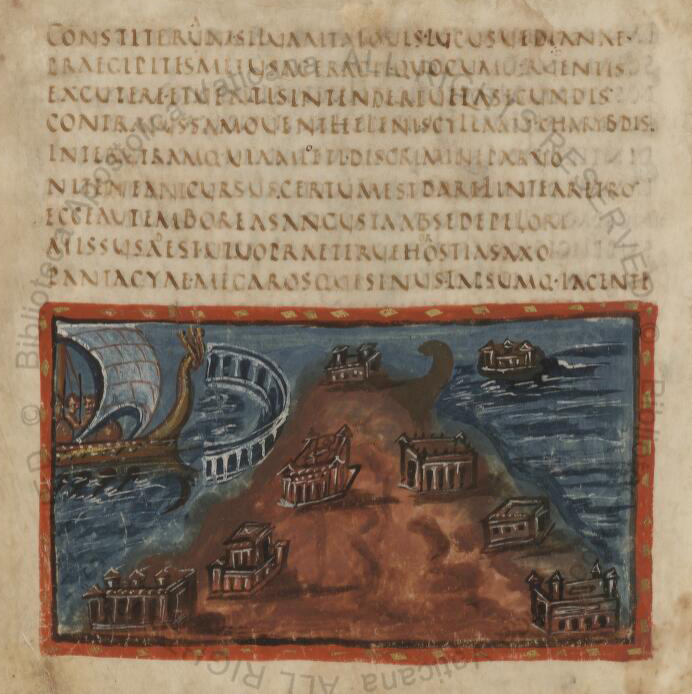
Página de uno de los libros más antiguos que se conservan, el Vergilius Vaticanus (hacia el 400), un magnífico manuscrito de poemas de Virgilio. El buen estado de conservación demuestra que libros anteriores al año 300 podrían haber sobrevivido hasta nuestros días.

Los escritos de algunos autores antiguos podrían haber sido destruidos incluso antes de la época de la Antigüedad Tardía, como lo demuestra el caso de Tito Labieno, cuyos escritos fueron quemados por orden del emperador Augusto debido a un delito de lesa majestad. Sin embargo, esto fue probablemente un caso minoritario.
Particularmente en descripciones generales más antiguas, es común encontrar la teoría de la "reescritura/descomposición", que sugiere que alrededor del año 400 se produjo una transición de papiros a códices de pergamino. En la era dominada por el cristianismo, o incluso antes, la sociedad habría perdido interés en los rollos no cristianos. Por lo tanto, no continuaron siendo copiados y, a lo largo de la Edad Media, se deterioraron en las bibliotecas, mientras que los códices de pergamino más duraderos sobrevivieron.
Entre los investigadores tampoco suele quedar clara la magnitud de las pérdidas. Por ejemplo, en la presentación general de la historia de la transmisión escrita de Reynolds y Wilson (Scribes and Scholars), no se proporciona información sobre el tamaño de las bibliotecas de Casiodoro e Isidoro de Sevilla. Se mencionan escritos perdidos que supuestamente fueron citados en el año 600, sin discutir si estas citas provienen de las obras originales o de extractos previamente existentes, como se ha demostrado en el caso de Isidoro. Es comúnmente aceptada la idea de que, junto o incluso antes de las destrucciones del periodo de las grandes migraciones, la cristianización fue uno de los factores que contribuyó a las pérdidas de la literatura antigua.
Los papirólogos cuestionan la suposición de una menor durabilidad del papiro. Roberts y Skeat examinaron este tema en The Birth of the Codex (El nacimiento del Codex) en 1983, concluyeron que el papiro, en condiciones normales de almacenamiento, no es menos duradero que el pergamino.

La durabilidad de ambos materiales en condiciones normales está fuera de toda duda. Se podría señalar la abundancia de papiros encontrados que demuestran una preservación duradera de la escritura, pero esto ya no es necesario, ya que el mito de que el papiro no es un material duradero ha sido recientemente refutado de manera autoritaria y, esperamos, de manera definitiva, por Lewis
C. H. Roberts, Th. C. Skeat - The Birth of the Codex

Investigaciones más recientes, por lo tanto, indican una larga durabilidad del papiro. Alrededor del año 200, en una biblioteca en Roma, se podía leer un rollo de papiro que tenía 300 años y data de la época de fundación de las bibliotecas romanas. Este material debería haber sobrevivido seguramente más de 400 años. Sin embargo, después del año 800, muchas de las antiguas rollos ya no existían, como se puede deducir de los catálogos y la actividad de copia de esa época. Tanto en el oeste latino como en el este griego, a partir del año 800, solo se tenían acceso a códices que se habían escrito después del año 400.
Además, los Codices Latini Antiquiores (C.L.A.) contienen al menos 7 códices de papiro que han sobrevivido al menos parcialmente en bibliotecas desde el período entre el año 433 y el 600. Uno de ellos, C.L.A. #1507, que data de alrededor del año 550, se encuentra en Viena y todavía tiene 103 páginas. Si estos códices pudieron perdurar durante 1.500 años, entonces los muchos otros deberían haber sobrevivido al menos 400 años. Por lo tanto, la pérdida no puede explicarse por la falta de durabilidad del papiro, los rollos o los códices.
Parece que después de la transición a códices después del año 400, hubo de repente muchos menos libros y estos se producían solo en forma de códices de pergamino. Los rollos de libros encontrados en Oxirrinco muestran una producción activa de libros en los siglos II y III (655 y 489 ejemplares) y una disminución masiva en el siglo IV y V (119 y 92 ejemplares), seguida de una producción muy limitada posteriormente (41, 5 y 2 ejemplares después del siglo VII, cuando la ciudad también desapareció). Sin embargo, queda en duda hasta qué punto esto se debe a una posible disminución de la población.
Un panorama similar se presenta en los Codices Latini Antiquiores (C.L.A.) para Europa Occidental. Según los C.L.A., entre los años 400 y 700, se conservan aproximadamente 150 códices en Europa Latina fuera de Italia. De estos, 100 están en Francia. Esto también se confirma con la palaeografía posterior al período de los C.L.A. Las colecciones de las grandes bibliotecas monásticas alrededor del año 900, como los monasterios de Lorsch, Bobbio y Reichenau, que cada uno tenía alrededor de 700 códices, casi todos datan de después de 750, lo que demuestra el llamado Renacimiento carolingio. Para muchos libros antiguos, las copias más antiguas que se conservan hoy en día datan de esa época. Es probable que en ese momento se copiaran libros del siglo V que ya no se conservan. Los C.L.A. registran solo 56 libros clásicos conservados hasta el año 800, de los cuales solo 31 datan del siglo V.
Por lo tanto, no solo hubo una selección y una eliminación en la fase de transición a los códices, sino también una producción de libros extremadamente reducida. Si antes del año 300 la producción de libros había alcanzado al menos la cifra de 10.000 al año, después del año 400, en Occidente, la producción promedio era de solo 10 al año.
La transición al pergamino se puede explicar por esta baja producción, ya que no había demanda para el papiro económico y se prefirió el pergamino, que era ahora más fácilmente disponible. Esto se debió a un "proceso de selección basado en la demanda". El papiro solo se usaba en casos excepcionales para libros o documentos y a partir del año 600 prácticamente desapareció en Occidente.

### Temáticas afectadas
El conocimiento científico y técnico de la Antigüedad tardía eran ciertamente tan extenso y complicado que la transmisión oral ya no era viable. Si este conocimiento estaba relacionado con nombres y conceptos no cristianos, podía competir con el cristianismo. En la cultura romana no cristiana, también eran habituales en la vida cotidiana imágenes pornográficas de todo tipo, las cuales eran rechazadas por el cristianismo. Alrededor del año 200, el escritor cristiano Tertuliano condenó no sólo a los filósofos sino también a los actores, deseándoles el infierno. Más tarde, Isidoro de Sevilla advirtió explícitamente contra los poetas no cristianos y los equiparó a actores, prostitutas, delincuentes y ladrones. Además, la literatura clásica estaba llena de alusiones a dioses y héroes no cristianos.
Entre las pérdidas documentadas en Occidente, se lamentan especialmente las obras históricas de época republicana, la poesía de todo tipo y, en particular, las tragedias. Incluso en la época imperial romana se destruyeron obras de historiadores disidentes, como Cremucio Cordo. Hacia finales del siglo I d. C., el libro décimo de la Institutio oratoria de Quintiliano revisa numerosas obras literarias, de las cuales muchas se han conservado hasta hoy en día, pero también se han perdido muchas.

## Antecedentes

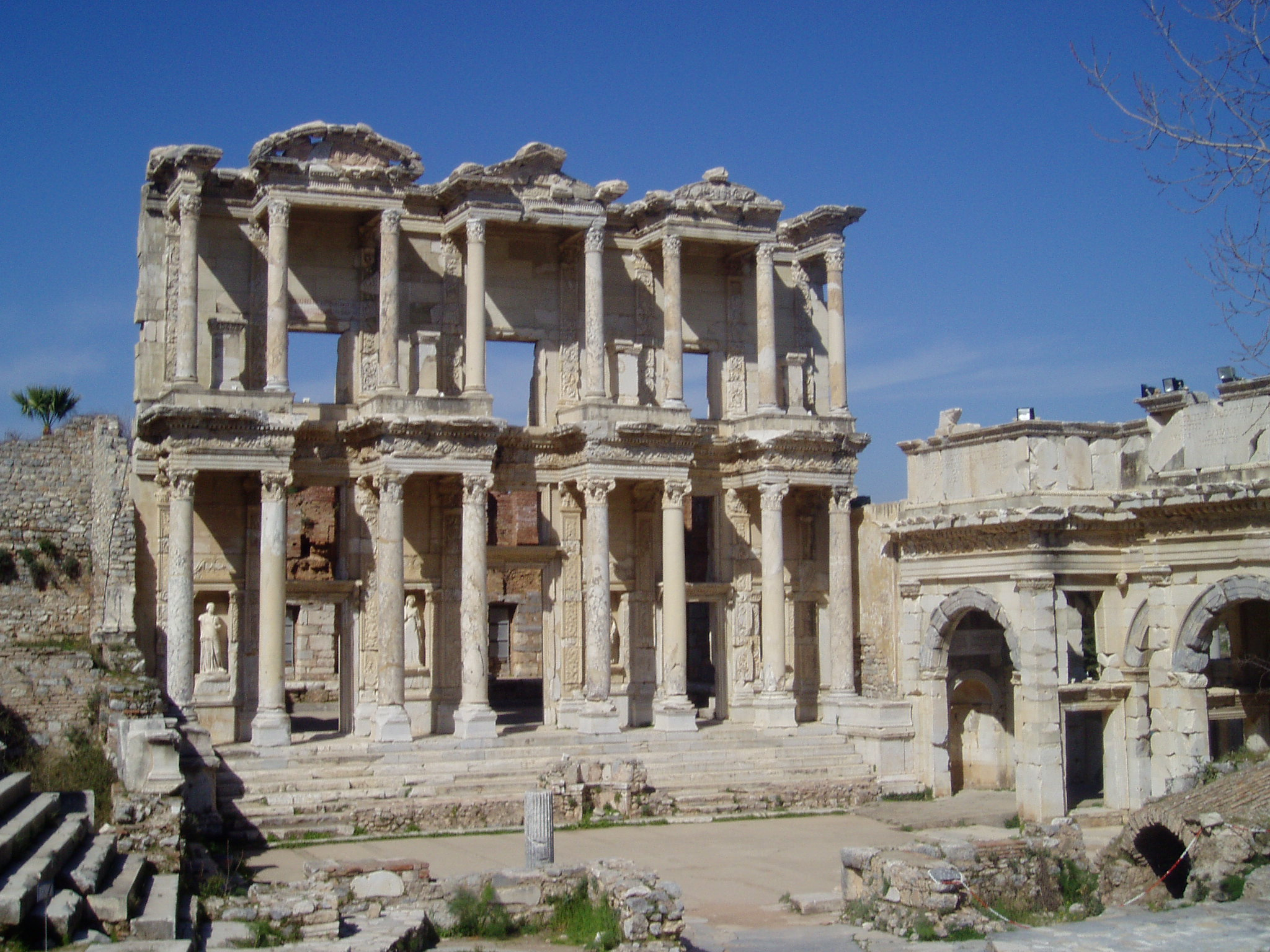
La fachada reconstruida de la Biblioteca de Celso en Éfeso. El edificio, una donación privada, contenía unos 12 000 pergaminos, que fueron destruidos por un incendio a finales del

Dentro de la historia de la transmisión de textos, el período comprendido entre el 350 y el 800 es crucial. En la Alta Edad Media se creía que el Papa Gregorio Magno (540-604) había mandado quemar la gran biblioteca Palatina de Roma. Según las investigaciones actuales, puede descartarse que el Papa Gregorio mandara destruir la biblioteca, ya que la pérdida debió de producirse antes de su pontificado. La Biblioteca del Palatinado, fundada por Augusto y probablemente la más grande de Roma, desapareció de la historia sin dejar rastro de su destino. Esta conclusión se derivó de la investigación realizada desde la década de 1950, que parecía confirmar que la pérdida había ocurrido antes del año 500. Con la finalización del CLA en la década de 1970, esta idea se consolidó aún más.
Los historiadores alemanes de principios del siglo XX (Alemania era entonces líder en el estudio de la Antigüedad), la destrucción de la literatura antigua fue una de las razones para estigmatizar a la Edad Media con el término despectivo de "Edad Oscura", acuñado durante el Renacimiento y la Ilustración. También se convirtió en un argumento en la lucha cultural anticatólica de finales del siglo XIX.
Las razones detrás de las pérdidas de libros fueron objeto de controversia en el siglo XIX. Por un lado, estaba la historiografía protestante y laica, que sospechaba motivaciones anticatólicas cuando atribuía las pérdidas de libros principalmente a la cristianización. Por otro lado, estaba la investigación histórica eclesiástica, a la que se le atribuían intereses apologéticos cuando atribuía las pérdidas de libros más al declive general de la cultura romana. Debido a la disponibilidad de fuentes, no hubo un consenso definitivo en la investigación.
El debate académico sobre las razones de la caída del Imperio Romano de Occidente también lleva más de 200 años sin que se vislumbre un consenso. Mientras que las invasiones bárbaras desempeñaron un papel al menos importante en la caída del imperio, los estudiosos de la Antigüedad con un enfoque más cultural relacionan el fin de la Antigüedad con la extinción de su tradición no cristiana en el año 529. La pérdida de literatura fue especialmente perjudicial en este contexto.
El declive y la caída de Roma fueron percibidos por algunos de sus contemporáneos como  apocalíptica. En el Antiguo Testamento, se creía que el estado judío debía enfrentar graves dificultades antes de que Dios enviara a sus huestes celestiales para establecer el Reino de Dios en la Tierra.  También según el Nuevo Testamento, una gran catástrofe debía ocurrir antes de que el paraíso llegara a la Tierra y se cumpliera la historia de la humanidad. Esta profecía se encuentra en el Apocalipsis de Juan. La creencia en el inminente fin catastrófico del mundo se refleja en la escatología y el milenarismo.
Aunque las historias de mártires pueden parecer exageradas, se sabe que el estado romano, desde el emperador Decio (247-251), llevó a cabo persecuciones sistemáticas intermitentes contra el cristianismo primitivo. Los cristianos, por su parte, utilizaron más tarde estas medidas contra las otras religiones y creencias de la Antigüedad.
El “paganismo” de la Antigüedad tardía era una variedad politeísta de las antiguas comunidades religiosas. Los cultos grecorromanos seguían estando muy extendidos en el siglo III, pero ya habían sido suplantados cada vez más por las llamadas religiones "orientales", como el culto a Mitra, Cibeles e Isis, así como por el maniqueísmo sincrético. Además, existían creencias populares locales. No había competencia entre estas religiones, ya que todo el mundo era libre de participar en cualquiera de estos cultos. Los seguidores intelectuales de las religiones no cristianas se caracterizaban por sus ideas helenistas, sobre todo en el conflicto con el cristianismo.
Aunque se pueden encontrar ejemplos de convivencia pacífica entre no cristianos y cristianos en el Imperio, en tiempos recientes se ha enfatizado nuevamente la violencia de los conflictos religiosos. Los conflictos religiosos a menudo tenían motivaciones sociales y eran fomentados por autoridades cristianas institucionales o espirituales. El cristianismo primitivo era especialmente atractivo para las clases bajas menos alfabetizadas. La política religiosa oficial dependía del emperador reinante en ese momento, y emperadores como y otros Teodosio I y otros emperadores intervenían principalmente en disputas internas de la Iglesia, aunque a través de leyes específicas que legitimaban los conflictos religiosos. El declive de las religiones de la Antigüedad fue un proceso largo.Como resume una obra sobre la cristianización del Imperio Romano: 

"Silenciar, quemar y destruir eran formas de argumentación teológica. Y una vez que esta lección había terminado, monjes y obispos, así como generales y emperadores, expulsaron a su enemigo de nuestro campo de visión. No podemos informar sobre eventos que ya no podemos rastrear".
R. MacMullen

### La pérdida de libros antes delsigloVI
No cabe duda de que los libros antiguos dejaron de estar disponibles en Oriente y Occidente después del año 800. Es probable que en  Occidente ya no estuvieran disponibles a partir del 550 aproximadamente. Mientras que autores como Quinto Aurelio Memio Símaco y Boecio aún tenían acceso a una gran cantidad de obras alrededor del año 520, la devastadora Guerra Gótica del emperador Justiniano marcó un punto de inflexión. Esta guerra arruinó y en parte exterminó a la elite educada y acomodada del mundo romano occidental, que antes había sido la principal defensora de la cultura antigua y la receptora de nuevas copias de textos antiguos.

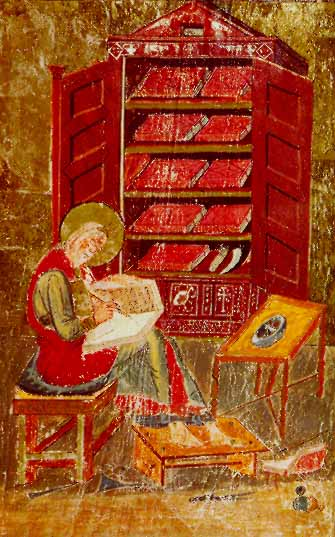
Codex Amiatinus (hacia el 700, contiene la Biblia). Representación de una estantería medieval (armarium), que contenían una decena de códices.

Casiodoro vivió en Italia aproximadamente entre el año 490 y el 583. Fue senador y secretario magister officiorum del rey ostrogodo Teodorico. Durante la Guerra Gótica, después de un período en Constantinopla, se retiró hacia el año 540 a sus propiedades en el sur de Italia  y fundó el monasterio el monasterio Vivarium. Hablaba latín, griego y gótico, coleccionaba libros y los traducía del griego al latín. Su objetivo declarado era la preservación de la educación clásica, y fue el primero en hacer que la copia de libros fuera una obligación para los monjes cristianos.
Debido a su posición acomodada y a sus contactos extensos, incluso en el ámbito griego, Casiodoro se encontraba en una posición excepcionalmente favorable para adquirir los libros más importantes aún disponibles en el espacio mediterráneo. En sus propios textos, describe su biblioteca, libros individuales y cita probablemente obras que tenía a su disposición. Basándose en esta información, primero A. Franz y más tarde R.A.B. Mynors compilaron "una visión preliminar de los fondos de la biblioteca de Vivarium".El resultado fue que Cassiodoro no conocía significativamente más textos antiguos de los que conocemos hoy en día. Tenía la única biblioteca importante de finales del siglo VI de la que se tiene conocimiento sobre su contenido. Según las citas, tenía alrededor de 100 códices, y esto demuestra cuán significativas fueron las pérdidas culturales alrededor del año 550 en comparación con Símaco y Boecio. La biblioteca de Cassiodoro funcionaba como una especie de cuello de botella: lo que pudo salvar en su mayoría se conservó.
Sin embargo, su biblioteca tuvo un impacto significativo en la historia de la transmisión de textos en Occidente: "En Italia, una delgada capa de la antigua aristocracia senatorial, más o menos emparentada, representada por las familias de los Símaco y de los Nicómaco Flavio, se había impuesto el deber de preservar a los autores antiguos como testigos de la grandeza pasada de Roma. Un miembro de este círculo, Casiodoro, tomó la iniciativa de la transmisión de la cultura antigua a través de los libros al introducir el deber de copista para los monjes. La biblioteca que fundó en Vivarium tuvo un efecto mucho más allá de los Alpes, con sucursales en Roma y Bobbio".
La situación fue similar para el obispo Isidoro de Sevilla, que vivió en la península ibérica entre 560 y 636 aproximadamente. Poseía la única biblioteca del siglo VII de la que se tiene noticia. Paul Lehmann emprendió el correspondiente estudio de las obras de Isidoro. Llegó a la conclusión de que Isidoro probablemente se basó en al menos tres libros de Casiodoro. Lehmann: "La mayoría de las obras que Isidoro menciona con título y autor probablemente nunca las leyó". Isidoro citó 154 títulos. Por lo tanto, su biblioteca probablemente era incluso considerablemente más pequeña que la de Casiodoro.
La supervivencia de grandes bibliotecas después del año 475 ya no está documentada. Las pequeñas bibliotecas monásticas podrían haber tenido solo alrededor de 20 libros. Como señala el influyente libro Geschichte der Bibliotheken (Historia de las bibliotecas) de 1955, la pérdida debió haber ocurrido antes del 500: "Ya a principios del siglo VI, se había producido la gran pérdida de textos antiguos, y la colección de autores disponibles para Casiodoro e Isidoro no era sensiblemente más amplia que el conjunto que conocemos hoy."

### El colofón cristiano
Un colofón era un breve texto de seguimiento que describía cuándo se había copiado un libro y quién lo había verificado en cuanto a su corrección. Este tipo de colofón probablemente también era común antes de la era cristiana, al menos para los libros de valor. Estos colofones testimonian el origen y la precisión de la copia.
En la colección de libros conservados, los colofones de la era cristiana son comunes. En algunos de ellos, este esfuerzo por la corrección filológica ya no es evidente. Reynolds y Wilson cuestionan si los colofones cristianos de la literatura clásica fueron realmente de gran ayuda. No encuentran muchas pruebas de que la publicación de textos no cristianos indicara oposición al cristianismo; más bien, está poco claro si en ese momento todavía había no cristianos involucrados. Los autores de colofones de las familias de Virio Nicómaco Flaviano y Símaco ya eran cristianos.
Reynolds y Wilson consideran que la "súbita reaparición de colofones en textos seculares hacia finales del siglo IV" está relacionada con la conversión del rollo de papiro al códice de pergamino, y como escribe Michael von Albrecht : “Los autores que no se tuvieron en cuenta durante este proceso quedaron excluidos de la transmisión” o, en otras palabras, "quedaron a merced del destino de la supervivencia casual en papiro".
Sin embargo, Reynolds y Wilson consideran históricamente interesante el elevado estatus social de las personas mencionadas en los colofones cristianos: "El alto rango generalmente de las personas que aparecen en las suscripciones sugiere que fue en sus lujosas bibliotecas donde se encontraban nuestros textos antes de llegar a los monasterios y catedrales que aseguraron su supervivencia"  Alexander Demandt rinde homenaje en este contexto a los servicios prestados por los sucesores aristocráticos del "círculo no cristiano de Símaco" en la salvaguardia de la literatura clásica en Occidente. En cualquier caso, es interesante observar que las correcciones de un texto aparentemente se realizaron aún siglos después de su copia.

### El clímax de las luchas religiosas alrededor del año 400
En el período de 300 a 800, siempre hubo eventos en los que las bibliotecas podrían haber sido destruidas, especialmente debido a catástrofes naturales. La última biblioteca conocida de la Antigüedad es la Biblioteca Imperial de Constantinopla, que fue destruida por el fuego en el año 475, junto con sus 120,000 códices. La siguiente biblioteca conocida, aproximadamente 100 años después, fue la de Casiodoro, que tenía alrededor de 100 códices.
El período alrededor del año 391 fue un punto culminante de los conflictos religiosos. Sin embargo, Alan Cameron argumenta que estas diferencias no siempre eran tan marcadas como se cree en el siglo IV tardío. Por ejemplo, sostiene que es incorrecto afirmar que la educación clásica no tenía importancia para los cristianos y que los paganos eran los únicos que la valoraban como expresión de su fe religiosa. Un impulso crucial en la cristianización de los funcionarios y educadores ocurrió después de la muerte del último emperador no cristiano Juliano el Apóstata, en las décadas de 360 a 390. Es cierto que el Senado en Roma se fue "cristianizando" cada vez más durante el transcurso del siglo IV tardío, aunque al menos hasta principios del siglo V, todavía había una cantidad significativa de paganos en sus filas.
Entre las religiones ampliamente difundidas y en competencia se encontraba el culto a Mitra. Aunque la atracción real de estas religiones ha sido ampliamente cuestionada en la historia de las religiones, eran tan comunes que Ernest Renan llegó a afirmar: "Se puede decir que si el cristianismo hubiera sido detenido en su crecimiento por alguna enfermedad mortal, el mundo habría sido mithraísta." Los miembros de la élite del imperio a menudo eran seguidores de estas comunidades religiosas "orientales" antes de convertirse gradualmente. Incluso después de su conversión en el año 312, el emperador Constantino el Grande († 337) permitió la veneración pública de Sol Invictus, un dios asociado con Mitra.
Mientras que Constantino el Grande, según lo que se sabe, solo mandó a derribar un pequeño número de templos, el convertido al cristianismo Julio Fírmico Materno recomendó alrededor del año 350, en su escrito apologético El error del culto sin Dios la erradicación de todas las religiones antiguas, así como la destrucción de sus templos a los hijos de Constantino. En el año 391, el emperador  Teodosio I promulgó una ley que ordenaba el cierre de todos los templos no cristianos. En la concepción de la época, los templos eran la parte principal de los edificios de la cultura no eclesiástica, como una biblioteca dedicada a los dioses o el Museo, dedicado a las Musas. En este contexto, muchos investigadores interpretaron el edicto de Teodosio como un intento de eliminar también todas las bibliotecas no cristianas.Sin embargo, la investigación histórica moderna considera de manera más matizada el edicto del emperador, ya que aparentemente Teodosio I nunca ordenó la destrucción de los templos.
Bajo el reinado de Honorio, en el año 399 se emitió un edicto para proteger las obras de arte oficiales que habían sido destruidas por los cristianos con el beneplácito de las "autoridades".Un edicto similar promovía la no violencia en la destrucción de santuarios rurales.Luego, en el año 408, a través de una ley imperial para todo el imperio, se ordenó la destrucción de todas las obras de arte no cristianas que aún quedaban, como se establece en el Código Teodosiano (iconoclasia).
En lo que respecta al Serapeum, que era la biblioteca de la ciudad de Alejandría, se informa que fue destruido en el año 391 por los cristianos, después de que los no cristianos se refugiaron en el edificio y fueron asesinados por resistirse a la ejecución de la ley. En cuanto al Museo de Alejandría,  que albergaba la famosa Gran Biblioteca y que se tiene registro de su existencia como edificio hasta alrededor del año 380, no hay rastro de su presencia después del año 400. En el siglo V, el terreno se describe como un espacio vacío. Juan Filópono,  un importante comentarista cristiano de Aristóteles, menciona en el año 520 la "gran Biblioteca" que en su momento fue el orgullo de Alejandría. En 2003 se descubrieron los cimientos durante unas excavaciones.
Un individuo llamado Asclepíades fue uno de los pocos eruditos no cristianos en Alejandría en el año 490. Él y su círculo se consideraban los últimos sacerdotes de Osiris y utilizaban jeroglíficos en sus rituales. Sin embargo, Haas sostiene la opinión de que este círculo ya no sabía cómo leer los jeroglíficos. El hijo de Asclpíades, Horapollon, realizó el único trabajo de la Antigüedad tardía sobre el significado de los jeroglíficos. Este trabajo carece de cualquier indicación sobre su función fonética y solo describe sus funciones alegóricas y místicas, a veces caprichosas. Los jeroglíficos se utilizaron hasta el siglo IV, y seguramente había libros correspondientes disponibles en ese momento. Sin embargo, parece que incluso un experto declarado ya no tenía un libro de este tipo en su biblioteca privada en el centro intelectual que era Alejandría.
La Res gestae de Amiano Marcelino (c. 330 a c. 395), la fuente más importante de este período, mencionan la persecución y ejecución de personas aparentemente educadas a quienes se les reprochaba poseer libros con contenido prohibido. En cuanto a los libros, aparentemente se trataba de "textos de magia". Amiano pensaba que eran principalmente obras de las "artes liberales", las ciencias clásicas de la Antigüedad. Como resultado de esto, según Amiano, en las "provincias orientales", los propietarios habrían quemado sus bibliotecas enteras por temor a tales destinos.
Amiano critica también el entretenimiento superficial de la clase alta romana y agrega: "Las bibliotecas se cerraron para siempre, como tumbas". Esto fue interpretado en el siglo XIX y durante la mayor parte del siglo XX como si las grandes bibliotecas públicas de Roma hubieran sido cerradas. Recientemente, muchos suponen que esta afirmación podría haberse referido solo a las bibliotecas y entretenimientos de la nobleza romana.
Algo más tarde, hacia 415, el erudito cristiano Paulo Orosio visitó Alejandría. Describió la existencia de estanterías vacías en algunos templos. Estos habrían sido "saqueados por nuestros propios compatriotas en nuestro tiempo, y esta afirmación es seguramente verdadera". En Roma también, las grandes bibliotecas parecen haber sido cerradas o vaciadas a partir del año 400. Incluso si suponemos que los edificios de la Biblioteca de Trajano seguían en pie en el año 455, no hay indicación de que esta o cualquier otra biblioteca aún estuviera abierta o contuviera libros.

### Decadencia y cambio de la ciudad antigua.
Muchas ciudades del Imperio Romano, especialmente en la Galia (aunque menos en la parte sur) y en Gran Bretaña, prácticamente desaparecieron en el siglo V debido a las invasiones en todo el imperio. Por ejemplo, Tréveris, que fue la sede de la Prefectura de las Galias hasta principios del siglo V, fue saqueada e incendiada en varias ocasiones. A pesar de ello determinados escritos locales, como la Chronica Gallica, lograron sobrevivir. Los nuevos gobernantes germánicos de Occidente  intentaron mantener las estructuras antiguas en otros lugares, como Hispania, Italia, parte del norte de África y la Galia meridional. Amiano Marcelino informa en su obra histórica que muchos oficiales romanos de origen germánico estaban interesados en la cultura clásica y a menudo recibían formación en ella. Hacia finales del siglo V, el culto galorromano Sidonio Apolinar elogió la educación del oficial germánico y romano Arbogasto el Joven, que defendió Tréveris de los invasores germánicos.
En algunas áreas del Imperio, las antiguas ciudades fueron ampliamente reestructuradas. El mantenimiento de edificios públicos, incluyendo las bibliotecas públicas, en la Antigüedad, dependía en gran medida de voluntarios, la mayoría de ellos ciudadanos ricos. Sin embargo, ya en el siglo III, había quejas de que cada vez más ciudadanos no estaban dispuestos a apoyar ciertas instituciones o a asumir cargos voluntariamente. Los honores que esto generaba ya no parecían compensar el peso de un cargo público. Hasta el siglo VI, las antiguas estructuras prácticamente desaparecieron en muchas partes. Las ciudades se organizaron en torno al obispo como figura principal.
Ingresar en el clero, ofrecía una oportunidad particular para liberarse de las obligaciones financieras.Constantino el Grande intentó frenar esto mediante la ley, pero ya prefería a las élites cristianas locales para las ciudades. A cambio de la expulsión de una comunidad no cristiana o de la prueba de conversión completa, los emperadores cristianos otorgaban privilegios o elevaban el estatus de las ciudades, lo que resultaba en reducciones de impuestos que desempeñaban un papel importante. Este proceso alcanzó su punto máximo hacia finales del siglo IV, con la consecuencia de que las élites urbanas solo podían conservar su estatus social sin el bautismo en sus propias propiedades, ya que la práctica de culto en los templos públicos estaba castigada con la pena de muerte desde el reinado de Teodosio I. En privado, las actividades de culto no cristianas todavía podían continuar sin peligro. Además de los beneficios espirituales, los beneficios materiales hicieron que la conversión fuera atractiva para muchas familias nobles.
Las fuentes epigráficas que continuamente testifican desde el primer milenio antes de Cristo sobre formas urbanas de entretenimiento, como las representaciones teatrales, la música o los deportes, se agotan en esta época.  Las escuelas de gramática griega y otros lugares de actividad de profesores y filósofos no cristianos fueron abandonados, en parte porque la desnudez masculina que allí se practicaba favorecía la homosexualidad a los ojos de los cristianos. El autor cristiano Teodoreto escribió uno de los últimos escritos antiguos contra los no cristianos (alrededor del 430), en el cual argumentaba que estos eventos habían sido reemplazados por ofertas alternativas cristianas: 

"Realmente, sus templos están tan destruidos que ya no se puede imaginar su ubicación anterior, ya que los materiales de construcción se han utilizado desde entonces para la construcción de los santuarios de los mártires. [...] ¡Contemplad, en lugar de las fiestas de Pandios, Diasos y Dionysios y sus otras festividades, ahora celebramos ceremonias públicas en honor a Pedro, Pablo y Tomás. En lugar de practicar costumbres obscenas, ahora cantamos himnos de alabanza pura."

La Notitia dignitatum, un catálogo de los puestos administrativos oficiales del Imperio Romano alrededor del año 400, no proporciona ninguna indicación de que existiera un funcionario responsable de las bibliotecas. Sin embargo, a partir de otros documentos e inscripciones funerarias, sabemos que antes del año 300, la responsabilidad de una o varias bibliotecas se consideraba un cargo importante y respetado. Si hubiera habido bibliotecas importantes después del año 400, su administración habría sido de gran importancia, ya que el administrador habría decidido qué libros podían ser consultados o no, especialmente después de la cristianización.

### Destrucción de libros de magia
La literatura antigua también estaba presente en pequeñas y muy pequeñas bibliotecas privadas, como la Villa de los Papiros con más de 1800 rollos. Por lo tanto, la pérdida de las grandes bibliotecas públicas podría haber afectado como máximo la mitad del inventario total. La desaparición completa de los millones de libros editados antes del año 350 debe haber sido un proceso largo. Además de las descripciones de condenas de libros según Amiano Marcelino y Juan Crisóstomo se sabe que los llamados "libros de magia" también fueron perseguidos.  Este tipo de literatura era bastante raro a principios del primer milenio (como mucho un 0,3 % en Oxirrinco). Dado que Amiano informa sobre la quema de libros científicos clásicos en el contexto de la persecución de libros de magia, es posible que otras literaturas no cristianas también hayan sido eliminadas en este contexto.
Wilhelm Speyer dedicó un extenso trabajo en 1981 al tema de la destrucción de libros antiguos. Sobre el aspecto de la destrucción de literatura pagana, Speyer encontró referencias a la destrucción de escritos anticristianos, libros rituales paganos, literatura lasciva así como libros de magia. Según Speyer, los escritos de la literatura y la ciencia antiguas nunca fueron destruidos intencionadamente. Los libros de magia, probablemente rituales de imprecaciones o hechizos, ya eran perseguidos en tiempos precristianos. Personas cultas, como Plinio el Viejo, simplemente consideraban que la magia era un simple engaño. sin embargo, la magia siempre estuvo más o menos presente en la creencia popular.
Solo a través de la lectura se podía determinar si un libro contenía magia o ciencia. Incluso entonces, se requería cierta formación para hacer una distinción adecuada, y no todos los cristianos involucrados en la destrucción de libros tenían el conocimiento necesario. Un libro no cristiano podría ser reconocido como un libro mágico si estuviera dedicado a un famoso no cristiano, a una deidad, o simplemente citara a un científico ahora considerado mago. La acusación de magia era muy amplia y también se utilizaba contra las religiones antiguas en su conjunto. Un libro no cristiano podía ser acusado de magia simplemente porque estaba dedicado a una figura no cristiana famosa, a una divinidad, o simplemente porque hacía mención ocasional de un erudito que era considerado mago. El cargo de magia se concebía de manera muy amplia y se utilizaba contra las religiones antiguas en su conjunto.

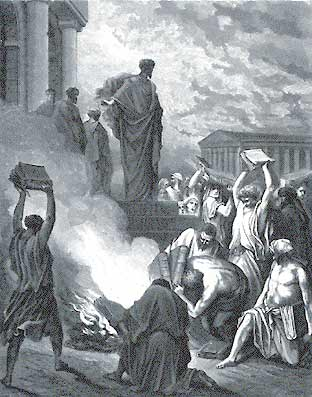
“Hechiceros” convertidos por San Pablo en Éfeso quemando sus libros. Ilustración bíblica de Gustave Doré, hacia 1866

Según Speyer, la destrucción de libros de magia por parte de los cristianos se remonta a un pasaje de los Hechos de los Apóstoles de Lucas. En este pasaje se narra cómo Pablo expulsaba demonios para sanar a los enfermos y tenía más éxito que "los hijos de un gran sacerdote judío llamado Skeva", a quienes se referían como "exorcistas judíos ambulantes". Después del triunfo de Pablo en la ciudad de Éfeso, "muchos de los que habían creído venían y confesaban, declarando lo que habían hecho. Y un buen número de los que habían practicado la magia trajeron sus libros y los quemaron delante de todos; y calculando el precio de ellos, hallaron que era cincuenta mil piezas de plata". En este pasaje, solo podemos suponer, según el contexto, que se trata de libros de hechicería.
Aparte de este pasaje bíblico, las pruebas de la destrucción por fuego de libros de magia en el contexto de conversiones al cristianismo solo se encuentran a partir del siglo IV. Desde alrededor del año 350 hasta la Edad Media, se describe cómo se buscaban y destruían libros de magia. Entre los años 350 y 400, aquellos que poseían este tipo de libros también eran castigados con la pena de muerte.

Durante esta época, los propietarios de libros mágicos eran tratados con extrema severidad. San Juan Crisóstomo nos cuenta que los soldados registraron su ciudad natal, Antioquía, a orillas del Orontes, en busca de escritos mágicos. Cuando él mismo paseaba por el Orontes con un amigo, vieron un objeto flotando en el río. Lo sacaron y se dieron cuenta de que tenían en sus manos un libro mágico prohibido. En ese mismo momento, aparecieron soldados en sus inmediaciones. Pero consiguieron esconder el libro en sus ropas sin que nadie se diera cuenta y volver a tirarlo al río poco después. De este modo, escaparon a un peligro mortal. Según relata además Crisóstomo, un propietario de un libro mágico lo había arrojado al río por miedo a los perseguidores. Fue observado, condenado por brujería y castigado con la muerte.

Además de Ammiano, existen otras fuentes que indican que se llevaban a cabo registros en las casas en busca de libros no cristianos en ese período. Unos cien años más tarde (487-492), hay otro informe sobre registros domiciliarios. Unos estudiantes de Beirut encontraron libros de magia en la casa de un "Juan de apellido 'Caminante' de Tebas en Egipto". Después de quemar los libros, lo obligaron a revelar los nombres de otros poseedores. En ese momento, los estudiantes, "respaldados por el obispo y las autoridades civiles", llevaron a cabo una amplia acción de registro. Encontraron este tipo de libros en manos de otros estudiantes y algunas personas con reputación, y los quemaron frente a la iglesia.

A partir de 409, una ley imperial obligó a los "matemáticos" a "quemar sus libros ante la mirada de los obispos, de lo contrario serían desterrados de Roma y de todas las comunidades".  Los matemáticos solían equipararse a los astrólogos en la Antigüedad tardía, aunque en la Antigüedad también podía entenderse que las matemáticas incluían partes esenciales de las ciencias clásicas. Sólo en el lenguaje común se entendía por astrólogos a los astrólogos.
En el año 529, el emperador Justiniano ordenó el cierre de la Academia de Atenas. En el año 546, emitió una prohibición de enseñar para aquellos que no fueran cristianos, y ordenó la persecución de "gramáticos, retóricos, médicos y juristas" no cristianos, y en el año 562 se llevó a cabo un auto de fe público en el que se quemaron "libros paganos". Es posible que estos libros hubiesen sido confiscados durante las persecuciones. Estos eventos representaban un acto más en la campaña de eliminación de libros en el Imperio romano. Un ensayo más reciente sobre la destrucción de libros en el Imperio romano lo resume:

La quema de libros se convirtió en una destacada manifestación de violencia religiosa en el Imperio Romano de la Antigüedad tardía. La violencia religiosamente legitimada en la Antigüedad tardía, de la que la quema de un libro prohibido es sólo un ejemplo, se entendía como actos que fundamentalmente satisfacían a Dios y, por tanto, aportaban beneficios espirituales a quienes los practicaban. Dado que la quema de libros satisfacía a Dios, a menudo era llevada a cabo por personas que actuaban como representantes del cristianismo y en las inmediaciones de las iglesias. De este modo, obispos, monjes e incluso laicos comprometidos religiosamente adaptaron a sus necesidades un antiguo ritual que siempre ha servido al doble propósito de erradicación y purificación. [...] La abundancia de este tipo de sucesos durante este periodo revela un proceso gradual de transformación.

## Educación y tradición

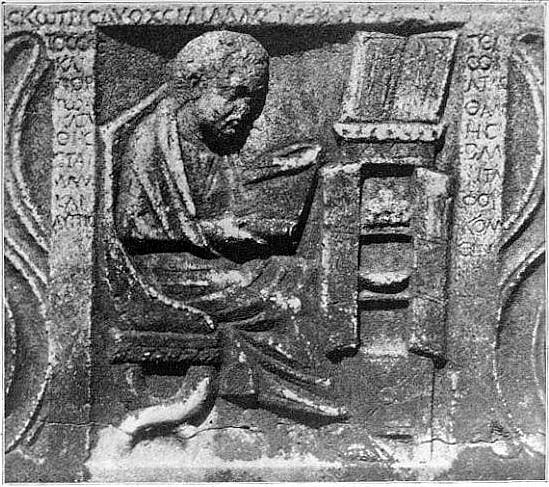
Representación de un romano estudiando un rollo de papiro en su biblioteca privada.

El mundo antiguo, aparentemente, tenía un nivel bastante alto de alfabetización. Plinio escribió su enciclopedia Naturalis historia expresamente "para las clases bajas, para las masas de campesinos y artesanos..." Los hallazgos de papiros en Egipto confirman que incluso los campesinos pobres de las provincias sabían leer y escribir. Una lápida encontrada en Baviera, erigida por un esclavo en honor a uno de sus compañeros esclavos, incluso muestra la alfabetización de los esclavos rurales en las provincias, algo que ya se había documentado en el caso de los esclavos urbanos desde hacía algún tiempo.
Desde finales del siglo IV, los no cristianos fueron gradualmente excluidos del sistema educativo. En 362, el emperador Juliano intentó excluir a los cristianos de la profesión docente con un edicto. Esta intervención estatal se volvió en contra de los no cristianos.

### Imperio Romano de Occidente
La pérdida de los papiros antiguos, así como del acceso oficial a la literatura, tuvo una consecuencia inmediata en el nivel de educación de toda la población en el Imperio de Occidente. Al final de este proceso, la alfabetización desapareció en gran medida y la información histórica se volvió más que fragmentaria. En cuanto a la transmisión, Herbert Hunger emite el siguiente juicio sobre esa época: "La victoria final del cristianismo es peor [que la germanización] para la cultura romana".
La conservación de las tradiciones no cristianas se centró en una aristocracia senatorial que había perdido su poder, como los miembros del círculo de Símaco. Alexander Demandt escribe: "Una gran parte de la literatura latina fue preservada por parientes o sirvientes de estas familias senatoriales".
A principios del siglo VI, el erudito Boecio trabajó en la corte de Teodorico en la Italia ostrogoda. Tradujo y comentó las obras de Aristóteles y la Isagoge de Porfirio y fue el primer cristiano en escribir libros de texto sobre las artes. Al ser acusado de traición y ejecutado, no pudo completar su gran proyecto de hacer accesibles al Occidente latino las principales obras de Platón y Aristóteles mediante traducciones. No obstante, sus traducciones siguieron siendo los únicos escritos de Aristóteles disponibles en el Occidente hasta el siglo XII. Dado que el conocimiento del griego era casi inexistente en esta zona desde la Alta Edad Media, tiene el mérito de haber conservado una parte de la filosofía griega antigua para la Edad Media del occidente europeo.

### La actitud cristiana hacia la literatura pagana.
Las actitudes de los cristianos hacia la literatura no cristiana cambiaron con el tiempo. A menudo se cita el sueño de ansiedad de Jerónimo (347-420), en el que el joven erudito se aleja de sus queridos libros profanos. Aunque el derecho canónico prohibía a los clérigos la lectura de literatura pagana, ésta seguía siendo conocida por los clérigos al menos en el siglo IV, ya que formaba parte de la enseñanza de la retórica que el cristianismo estaba combatiendo. En el siglo VI, los textos paganos latinos ya no formaban parte de la educación.

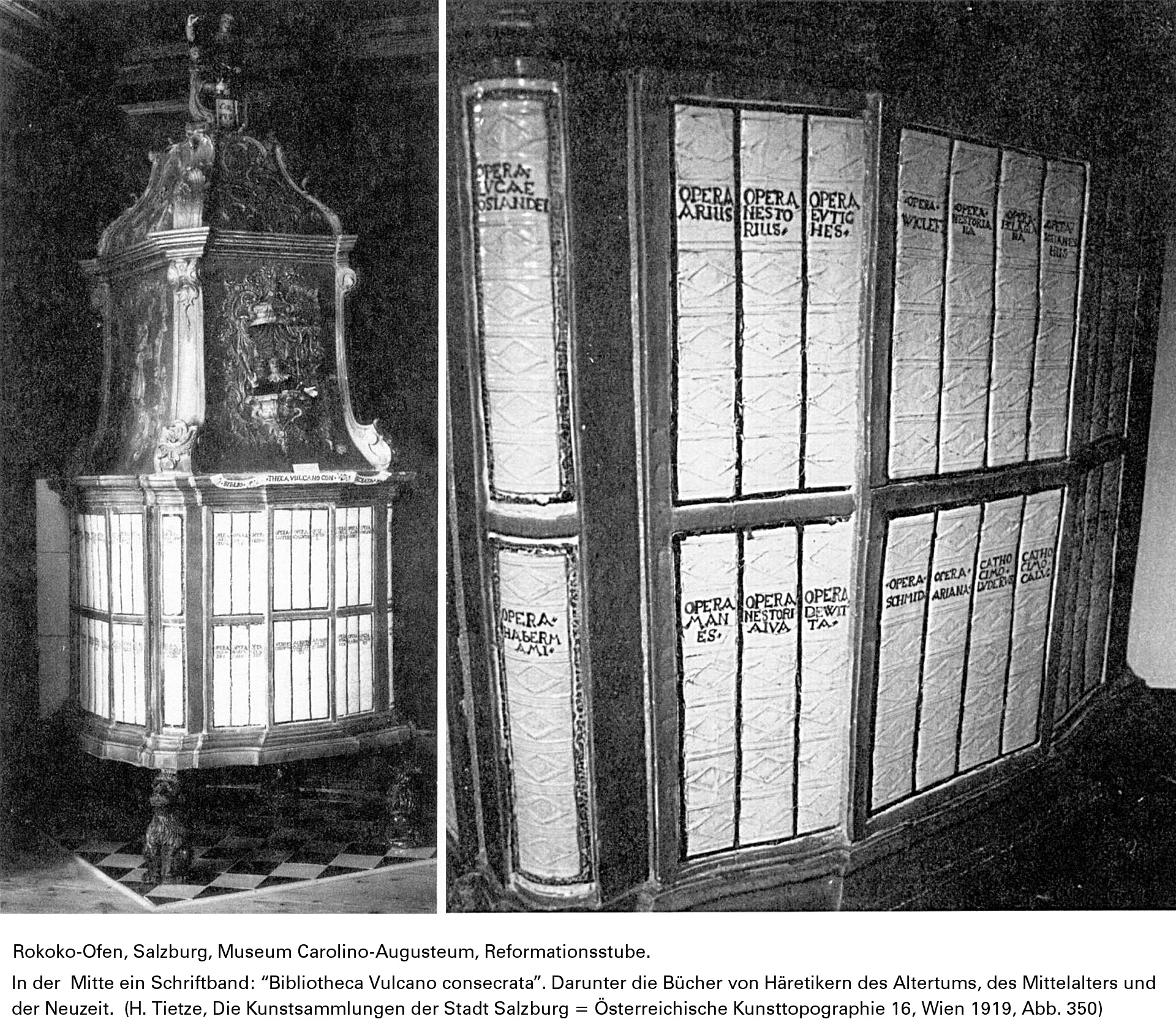
Estufa rococó del siglo XVIII con una muestra de obras de disidentes cristianos desde la Antigüedad hasta principios de la Edad Moderna. El volumen: Bibliotheca Vulcano consecrata ("Las bibliotecas dedicadas a Vulcano ”)

El padre de la iglesia San Agustín (354-430) defendió la conservación de la literatura no cristiana, pero en principio sólo quería que se mantuviera encerrada en una biblioteca; no debía difundirse ni enseñarse. Se pronunció en contra de la doctrina del ars grammatica como una técnica pura, ya que solo debían utilizarse escritos eclesiásticos.
El papa Gregorio Magno (540-604) que provenía de una familia aristocrática romana, recibió una educación clásica y destacó, según Gregorio de Tours, en gramática, dialéctica y retórica. Sin embargo, después de su ascenso en la Iglesia, evitó citar a los autores clásicos en sus escritos. Permitió a los obispos enseñar las Escrituras, pero no la gramática, que consideraba indigna de su estatus y temía su uso profano; reprendió personalmente a aquellos que contravenían sus directrices.
Isidoro de Sevilla también ordenó que la lectura de escritos clásicos solo se permitiera a estudiantes muy instruidos. Manitius escribe: "En el caso de Cassiodoro, uno se siente desorientado: la mística, la superstición y el apetito por los milagros ahora cubren las representaciones que antes eran tan lógicas y realistas".
Como consecuencia de esta política cultural, incluso el clero no pudo mantener un nivel adecuado de alfabetización. Casiodoro escribió un manual de gramática antigua, y E.A. Lowe emite el siguiente juicio: "A partir de las reglas de ortografía y gramática que proporciona, se puede medir la disminución del erudición que ya existía en su época". Para el Occidente latino, el "siglo VI es la fase más oscura del declive cultural de la época, durante la cual la copia de textos clásicos disminuyó tanto que se estuvo peligrosamente cerca de una ruptura en la continuidad de la cultura pagana. Estos siglos oscuros amenazaron de manera irreversible la transmisión de los textos clásicos".
Las cartas de Bonifacio, en las cuales se queja de la falta de educación del clero en su época, también muestran esta caída, que según Laudage y otros se remonta al siglo V. En tiempos de Isidoro, se promulgó una ley que excluía a los analfabetos del episcopado, el cargo más alto en la Iglesia de ese entonces. Según las cartas de Alcuino, quien se esforzaba por elevar el nivel de educación en el Imperio Carolingio, esta ley prácticamente no tuvo efecto.

### La tradición monástica
Es es principalmente gracias a la actividad de copia de los monjes que se conservó la parte aún existente de la literatura antigua, que ahora se transmitió en pergamino, un material resistente al clima continental. Dado que este material reemplazó al papiro egipcio desde la Alta Edad Media, aún poseemos aproximadamente los mismos textos que estaban disponibles para Casiodoro: "La transmisión extremadamente escasa de la cultura clásica en estos Siglos Oscuros le da una importancia particular al Renacimiento Carolingio, en el cual, basados en antiguos códices que sobrevivieron al colapso del Imperio Romano, una vez más, autores antiguos vuelven a la luz, autores que probablemente habrían sido condenados al olvido durante los Siglos Oscuros" 

"Es una de las paradojas más asombrosas de la historia universal que la Iglesia y el monacato, que antaño habían luchado tan encarnizada y fundamentalmente contra la permisiva literatura erótica de la Antigüedad pagana por profunda convicción religiosa, se convirtieran en los más importantes transmisores de textos de este tipo. ¿Fue el vivo atractivo estético de estos textos lo que les permitió sobrevivir en las bibliotecas de los monasterios o fue la actitud ahora más liberal de la Edad Media hacia una tradición cultural del pasado que el cristianismo victorioso ya no tenía que combatir como amenaza? En cualquier caso, se produjo una apropiación casi placentera de la propia herencia secular y antigua que antes se había intentado erradicar como un contramundo diabólico".
Friedrich Prinz

Retrocediendo en el tiempo a partir de los siglos XVI y XVII, llegamos al período de la Baja Edad Media (1250) con una tasa de alfabetización en Europa continental de alrededor del 1%. En términos generales, esto significa que el 90% de la población era rural y analfabeta, y dentro del 10% de la población urbana, nuevamente solo el 10% sabía leer y escribir. Sin embargo, las diferencias regionales podían ser significativas: en Escandinavia, por ejemplo, fue la época de las Sagas, con un nivel muy alto de alfabetización. Desde el año 700 hasta el 1500, la Edad Media experimentó un aumento en la alfabetización. En los siglos V y VII, la alfabetización debió ser muy baja en Occidente.

### La educación clásica en los imperios romano y bizantino de Oriente
En el Imperio Romano de Oriente, que estaba influenciado por la cultura helénica, las líneas de tradición experimentaron muchas menos interrupciones que en el Occidente latino, ya sea en la transmisión de textos o en la tradición educativa. Al menos hasta alrededor del año 600, siguió existiendo aquí una élite culta que se encargó de mantener la literatura tradicional. Cabe señalar que hasta finales del siglo VI, las obras latinas seguían siendo leídas y transmitidas junto a los textos griegos en la clase alta romana oriental. No sólo autores como Jordanes y Gorippus seguían escribiendo obras latinas de tradición clásica en torno al 550, sino que también se seguían copiando textos de autores como Cicerón y Salustio. El conocimiento de la lengua y la literatura latinas no se extinguió en Oriente hasta después del año 600.
A través de la paideia, la forma clásica de educación, se destacaba como alguien distinto de los bárbaros, y esto era motivo de orgullo, incluso como cristiano. En el año 529 la Academia Platónica de Atenas fue clausurada por Justiniano.pero otros centros de educación de origen no cristiano perduraron. Sin embargo, en los siglos V y VII, perdieron importancia y algunos fueron cerrados de manera abrupta. En Alejandría, el centro probablemente más importante de educación en la Antigüedad, se logró un equilibrio estable entre la tradición clásica y el cristianismo, en las obras de Juan Filópono Esteban de Alejandría y la gran epopeya de Nono de Panópolis. Solo después de la invasión persa en el año 616 y la posterior conquista árabe en el año 641, la universidad alejandrina colapsó.
En el Imperio bizantino, autores que no fueron tenidos en cuenta para la copia de rollos en códices en los centros cristianos a partir de los siglos III y IV, sobrevivieron al menos en forma de extractos en compilaciones y referencias secundarias. Probablemente, a principios del siglo XI, se creó el Suda, un léxico lleno de referencias a numerosas obras hoy desaparecidas. Los autores del Suda se basaron en tales referencias secundarias o en léxicos compilados anteriormente
En Oriente también se produjeron perturbaciones y crisis, durante las cuales es posible que se perdieran colecciones de libros; en particular, la Gran Guerra Persa (603–628/29) y la posterior expansión islámica en el siglo VII representaron un primer punto de inflexión significativo, aunque no tan radical como el que afectó a la educación latina en Occidente en el siglo VI.
La continuidad cultural presente en Bizancio fue la razón por la cual la literatura clásica (griega) siguió siendo apreciada aquí incluso después del final de la Antigüedad en el siglo VII y después de los conflictos de la temprana época bizantina. Tras la controversia iconoclasta en Bizancio (siglos VIII y, según la investigación más reciente, sobre todo a principios del siglo IX), raramente se encuentran pruebas fiables de un rechazo significativo de la literatura clásica por parte de autores bizantinos. Por ejemplo, el monje Maximus Planudes eliminó algunos epigramas de su edición de la Antología griega en 1301 que le parecían ofensivos, pero esta censura fue una excepción.
Sin embargo, parece ser que en el siglo IX el patriarca Focio aún conservaba íntegros algunos textos griegos antiguos y de la Antigüedad tardía, hoy perdidos por completo o en gran parte, entre ellos obras de Ctesias de Cnidos, Diodoro, Dionisio de Halicarnaso, Arriano, Dion Casio, Dexipo, Prisco, Malco de Filadelfia y Cándido Isáurico (algunos de los cuales ya eran cristianos), que leía junto con sus amigos, sin distinguir entre autores paganos y cristianos. En el siglo X, el emperador Constantino VII hizo evaluar y resumir a historiadores (principalmente bizantinos), algunos de los cuales se han perdido. En el siglo XII el historiador Juan Zonaras también utilizó fuentes históricas bizantinas más antiguas para su Epítome, cuyo contenido solo es conocido a través de sus resúmenes. Por lo tanto, especialmente en Constantinopla, debe haber habido bibliotecas donde obras bizantinas hoy perdidas aún se conservaban en la Alta Edad Media.
Como motivo de la ruptura con la literatura anterior en la Edad Media bizantina se sospecha la disminución de la importancia de la Paideia a partir del siglo XI tardío, pero sobre todo, los disturbios militares y sociales que caracterizaron la época bizantina tardía. Sin embargo, eruditos bizantinos como  Pletón pudieron transmitir al Occidente después de la caída de Bizancio en el siglo XV al menos un núcleo de saber y literatura griega antigua que había perdurado a lo largo de la Edad Media.

### La herencia árabe

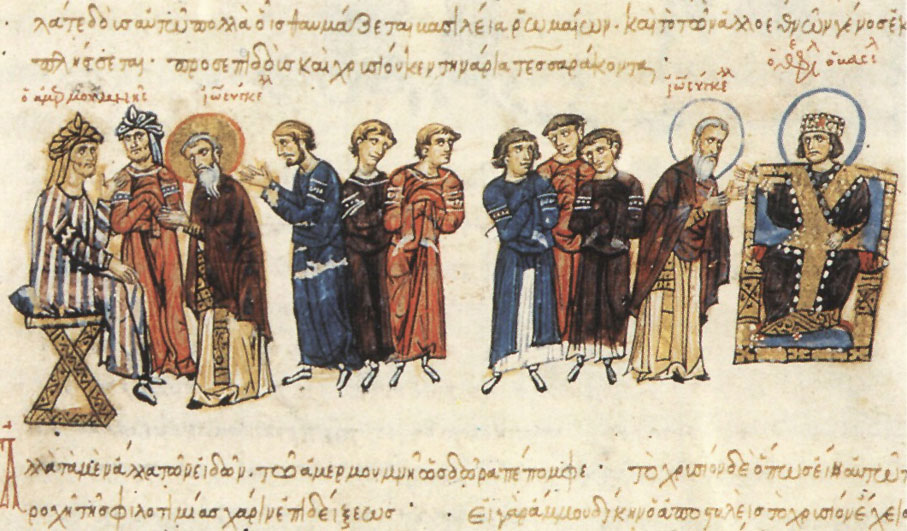
Embajada de Juan VII el Gramático en 829: a la izquierda el califa Al-Mamún, el emperador bizantino Teófilo a la derecha. Detalle del manuscrito Skylitzes Matritensis.

La expansión musulmana del siglo VII llevó a grandes partes del Imperio Romano de Oriente bajo el dominio islámico. En las regiones de Palestina y Siria, a diferencia de Occidente, se observó una relativa continuidad cultural: "Dado que los invasores tenían un gran interés en la educación griega, muchos textos fueron traducidos a los nuevos idiomas locales y además, las estructuras y bibliotecas que podían garantizar una educación superior continuaron existiendo". Se conocen obras y compilaciones de traducciones y editores árabes desde el siglo VII. Un papel importante lo desempeñaron los eruditos cristianos sirios, cuyo interés en la ciencia y la filosofía griegas se remontaba a la Antigüedad Tardía. Siria fue un punto de encuentro para herejes, especialmente para los monofisitas, que fueron perseguidos por la Iglesia católica y desterrados allí.
Desde el siglo III, la Academia Persa de Gundeshapur en el antiguo Imperio sasánida había estado recopilando antiguos escritos científicos que estaban disponibles para los eruditos que escribían en árabe. Harún al-Rashid convocó a Juan Mesué a Bagdad, quien había estudiado en Gundeshapur bajo la tutela de Gabriel ibn Bachtischu. Para su Casa de la Sabiduría en Bagdad, el hijo de al-Rashid, el califa al-Mamún, en el siglo IX, solicitó antiguos escritos al emperador bizantino Teófilo, que fueron traducidos en gran número al árabe en Bagdad. Destacados traductores como Hunayn ibn Ishaq, quien dirigía el grupo de traductores en Bagdad, eran cristianos y estaban familiarizados con la cultura antigua. Además de los libros de medicina de Hipócrates y Galeno, se tradujeron directamente del griego al árabe obras filosóficas helenas, mientras que otras obras como las de Erasístrato eran conocidas por los eruditos árabes a través de citas latinas de las obras de Galeno. En tiempos recientes, la destrucción de libros en la Antigüedad Tardía también se ha relacionado en el mundo árabe con los fundamentos del cristianismo. Los avances científicos de la Europa cristiana en los siglos X y XI se deben en parte al conocimiento árabe.

### La búsqueda y recuperación de textos
La búsqueda de antiguos escritos por parte de eruditos italianos como Poggio Bracciolini marcó el inicio del Renacimiento en Europa a partir del siglo XIV. En un monasterio alemán desconocido, Poggio descubrió en 1418 una copia de De rerum natura de Lucrecio. Papiros romanos originales (de Epicuro, Filodemo de Gadara) fueron encontrados en el siglo XVIII en la Villa de los Papiros en Herculano. La lectura de los papiros herculanos carbonizados está más próxima gracias a la aplicación de innovadoras técnicas. También se aplican procesos de recuperación de textos procedentes de palimpsestos, una técnica iniciada en 1819 gracias al trabajo de Angelo Mai.